# Hydroxid barnatý
Hydroxid barnatý je sloučeninou barya, které je v něm v oxidačním čísle II+. Jeho vzorec je Ba(OH)2. Vzhledem je to bílá zrnitá či prášková látka. Jeho obvyklou obchodní formou je monohydrát, vyskytuje se ale také v bezvodé formě nebo jako oktahydrát - Ba(OH)2·8H2O. Většina jeho vlastností závisí na tom, která to je forma (viz tabulka vpravo). Rozkládá se při teplotě 800°C.

## Příprava, vlastnosti
Hydroxid barnatý vzniká rozpouštěním oxidu barnatého ve vodě.
BaO + H2O → Ba(OH)2
Krystalizuje jako oktahydrát. Je rozpustný v methanolu, ethanolu, glycerolu, acetonu a vodě a jeho roztok reaguje silně zásaditě. Je jedovatý a leptavý.

## Použití
Hydroxid barnatý se používá v analytické chemii k titraci slabých kyselin, především organických.
Je příležitostně použit i při organické syntéze jako silná zásada při hydrolýze esterů.
Může být použit při laboratorní výrobě uhličitanu barnatého zaváděním oxidu uhličitého do roztoku hydroxidu barnatého.
Ba(OH)2 + CO2 → BaCO3 + H2O